# Chlorid wolframičný
Chlorid wolframičný, W2Cl10, je anorganická sloučenina wolframu. V mnoha ohledech je podobná známějšímu chloridu molybdeničnému, má také dimerní strukturu.
Můžeme ho připravit přímou reakcí z prvků nebo redukcí chloridu wolframového vodíkem při teplotě 350–400 °C nebo tetrachlorethenem při 100 °C v přítomnosti světla:
2 WCl6 + H2 → W2Cl10 + 2 HCl
2 WCl6 + C2Cl4 → W2Cl10 + C2Cl6
Je těkavý ve vakuu a mírně rozpustný v nepolárních rozpouštědlech. Sloučenina je oxofilní a ochotně reaguje s Lewisovými bazemi.

## Struktura
Chlorid wolframičný vytváří dimerní strukturu, ta je tvořena dvěma oktaedry WCl6, které sdílí hranu. Wolframičné ionty jsou propojeny dvěma chloridovými můstky, vzdálenost wolframů je 3,814 Å, neexistuje tedy mezi nimi chemická vazba. Je izostrukturní s Nb2Cl10 a Mo2Cl10. V plynné fázi je monomerní, molekula má tvar trigonální bipyramidy.